# ヴァイオリンソナタ第3番 (エネスク)
《ヴァイオリン・ソナタ第3番》作品25は、ジョルジュ・エネスコが作曲した最後のヴァイオリン・ソナタ。題名には、「ルーマニア民謡の特徴による "dans le caractère populaire roumain" 」との但し書きが添えられている。1926年11月に完成し、同年に他界したルーマニア出身のドイツ系アメリカ人ヴァイオリニスト、フランツ・クナイゼルに献呈された。エネスコの最高傑作の一つに数えられており、20世紀のヴァイオリン・ソナタとしては、精神的な深みにおいて、同時期のベラ・バルトークの2作品と並び称せられている。
エネスコの番号つきのヴァイオリン・ソナタはほかに2曲あり、それぞれ1897年と1899年に完成されたが、どちらもブラームスやフランク、フォーレを手本に作曲した若書きである。（ただし1911年には、単独楽章の長大な未完のソナタを残している。）
一方、歌劇《エディプス王》と同時期に完成された《第3番》は、エネスコの作品の中では最も急進的な作風を採り、パルランド様式の自由リズムはバルトークに近く、特殊奏法や装飾音型の多用、印象主義的なテクスチュアや即興的展開はシマノフスキの《神話》作品30を連想させる。イ短調と呼ばれているが、調性感は非常に曖昧でむしろ旋法的である。
題名にも示されているように、作品は濃厚に民族音楽に影響されてはいるものの、だからといってその編曲というわけではない。エネスコの思考法は、もはや《ルーマニア狂詩曲》を作曲した時とはかけ離れ、円熟している。なるほどバルカン半島のいくつかの「地方色」が援用されてはいるものの、半音階やヘテロフォニーといった特色に限られている。「民族音楽の様式で」と呼ぶよりも「民族音楽の性格で」と呼ぶことをよしとしたのは、作品の「正統的な」側面を示すためだと作者は言う。そのため、ポルタメントやビブラートの活用に加えて、フラジオレットやスル・タストといった特殊奏法が繰り出されている。反面、即興演奏を思わせる点は、「ジプシーの」フィドル演奏の特徴が表れている。
以下の「伝統的な」3つの楽章で作曲されてはいるものの、ソナタ形式やフーガといった西欧的な展開や構想を跡づけることはできない。演奏の所要時間は約25分である。
1. Moderato malinconico
2. Andante sostenuto e misterioso
3. Allegro con brio, ma non troppo mosso

ユーディ・メニューインは恩師のこの作品について、「これほど校訂や準備の厄介な作品はほかにない。この作品を解釈するには、楽譜通りに演奏するだけで十分だといっても過言でない」と述べている。イダ・ヘンデルの得意のレパートリーとしても名高い。

## 関連事項
- ヴァイオリンソナタ (ドビュッシー)
- ヴァイオリンソナタ第1番 (バルトーク)
- ヴァイオリンソナタ第2番 (バルトーク)
  - エネスクは1924年10月にブカレストでこの曲を作曲者バルトーク自らのピアノ伴奏で演奏している。伊東信宏はエネスクがバルトークのこの曲に大きな影響を受け、自らの創作に反映した可能性を論じている。
- ヴァイオリンソナタ (ラヴェル)
- 幻想曲 (シェーンベルク)